# Аполо Антон Оно
Аполо Антон Оно (Apolo Anton Ohno) е американски спортист, състезател по шорттрек, олимпийски шампион и многократен световен шампион. През 2007 година печели и телевизионното шоу „Да танцуваш със звездите“ (Dancing with the Stars). Майка му е бяла американка, а баща му е японец. След като родителите му се развеждат, той е отгледан от баща си, който за да не попадне сина му под лошо влияние, запълва времето му със спорт – плуване и зимни кънки.
Преди световното първенство по шорттрек през 2003 година, което се провежда в Корея, Оно е засипан от писма със смъртни заплахи и като резултат се отказва от участие. През 2005 година обаче все пак пристига в Сеул, където се провежда етап от световната купа и печели два златни медала. На аерогарата неговата безопасност се осигурява от 100 полицая.